# Solfuro di sodio
Il solfuro di sodio è il sale di sodio dell'acido solfidrico. Si trova comunemente in forma enneaidrata.
A temperatura ambiente si presenta come un solido incolore quando molto puro, altrimenti giallino, dall'odore caratteristico di acido solfidrico. 
Sia i sali anidri che quelli idratati sono solubili in acqua, fornendo soluzioni fortemente alcaline. Alcuni campioni commerciali sono indicati come Na2S · xH2O, dove è specificata una percentuale in peso di Na2S. I gradi comunemente disponibili hanno circa il 60% di Na2S in peso, il che significa che x è circa 3. Tali gradi tecnici di solfuro di sodio hanno un aspetto giallo a causa della presenza di polisolfuri. Questi gradi di solfuro di sodio sono commercializzati come "scaglie di solfuro di sodio".
È un composto igroscopico, corrosivo, pericoloso per l'ambiente.

## Struttura
Na2S adotta la struttura dell'antifluorite, il che significa che i centri Na+ occupano i siti del fluoruro nella struttura CaF2 e il più grande S2 occupa i siti per Ca2+.

## Produzione
Na2S industriale è prodotto dalla riduzione carbotermica del solfato di sodio spesso usando carbone:
{\displaystyle {\ce {Na2SO4 + 2 C -> Na2S + 2 CO2}}}
In laboratorio, il sale può essere preparato dallo zolfo con sodio in ammoniaca anidra o dal sodio in THF secco con una quantità catalitica di naftalene (formando naftalenide di sodio):
{\displaystyle {\ce {2 Na + S -> Na2S}}}

## Reazioni con reagenti inorganici
Lo ione solfuro nei sali di solfuro come il solfuro di sodio può incorporare un protone nel sale mediante protonazione:
{\displaystyle {\ce {S^2- + H+ -> SH-}}}
A causa di questa cattura del protone (H+), il solfuro di sodio ha un carattere basico, in grado di assorbire due protoni. Il suo acido coniugato è l'idrosolfuro di sodio (SH−). Una soluzione acquosa contiene una porzione significativa di ioni solfuro singolarmente protonati.
{\displaystyle {\ce {S^2- + H2O <=>> SH- + OH-}}}
{\displaystyle {\ce {SH + H2O <<=> H2S + OH-}}}
Il solfuro di sodio è instabile in presenza di acqua a causa della graduale perdita di idrogeno solforato nell'atmosfera.
Se riscaldato con ossigeno e anidride carbonica, il solfuro di sodio può ossidarsi in carbonato di sodio e anidride solforosa:
{\displaystyle {\ce {2 Na2S + 3 O2 + 2 CO2 -> 2 Na2CO3 + 2 SO2}}}
L'ossidazione con perossido di idrogeno dà solfato di sodio:
{\displaystyle {\ce {Na2S + 4 H2O2 -> 4 H2O + Na2SO4}}}
Dopo il trattamento con zolfo, si formano polisolfuri:
{\displaystyle {\ce {2 Na2S + S8 -> 2 Na2S5}}}

## Usi
Il solfuro di sodio viene utilizzato principalmente nel processo Kraft nell'industria della cellulosa e della carta.
È usato nel trattamento delle acque come agente di assorbimento dell'ossigeno e anche come precipitante dei metalli; nella fotografia chimica per tonificare le fotografie in bianco e nero; nell'industria tessile come agente sbiancante, per desolforare e come agente declorante; e nel commercio delle pelli per la solfitazione degli estratti di concia. È usato nella produzione chimica come agente solfonante e solfometilante. È utilizzato nella produzione di prodotti chimici di gomma, coloranti di zolfo e altri composti chimici. È utilizzato in altre applicazioni, tra cui la flottazione del minerale, l'estrazione del petrolio, la produzione di coloranti e detergenti. Viene anche usato durante la lavorazione della pelle, come agente non reticolato nell'operazione di calcinazione.

### Reagente in chimica organica
L'alchilazione del solfuro di sodio fornisce tioeteri:
{\displaystyle {\ce {Na2S + 2 RX -> R2S + 2 NaX}}}
Anche gli alogenuri arilici partecipano a questa reazione.  Con un processo sostanzialmente simile il solfuro di sodio può reagire con gli alcheni nell'idrotiolazione alchenica per dare tioeteri. Il solfuro di sodio può essere usato come nucleofilo nelle reazioni di Sandmeyer.  Il solfuro di sodio riduce i derivati 1,3-dinitrobenzene alle 3-nitroaniline.  La soluzione acquosa di solfuro di sodio può essere filtrata con nitro contenente azocoloranti disciolti in diossano ed etanolo per ridurre selettivamente i gruppi nitro ad ammine; mentre altri gruppi riducibili, ad es. gruppi azo, rimangono intatti.  Il solfuro è stato anche impiegato in applicazioni fotocatalitiche.

## Sicurezza
Come l'idrossido di sodio, il solfuro di sodio è fortemente alcalino e può causare ustioni alla pelle. Gli acidi reagiscono con esso per produrre rapidamente acido solfidrico, che è altamente tossico.